# フラットシューズ
フラットシューズは、底が平らな女性用の靴で、パンプスやバレエシューズの一つとして分類される。

## 概要
- ほとんどの場合、フラットシューズはカジュアルウェアの一つとして使われるが、ヒールの低い靴であるゆえ、フォーマル用としても使われる。ただしその場合、もっぱらパンプスとして使われることもある。
- 女性がフラットシューズをはく場合、それにぴったりのミニサイズの靴下も使われる。